# Ärmelwappen

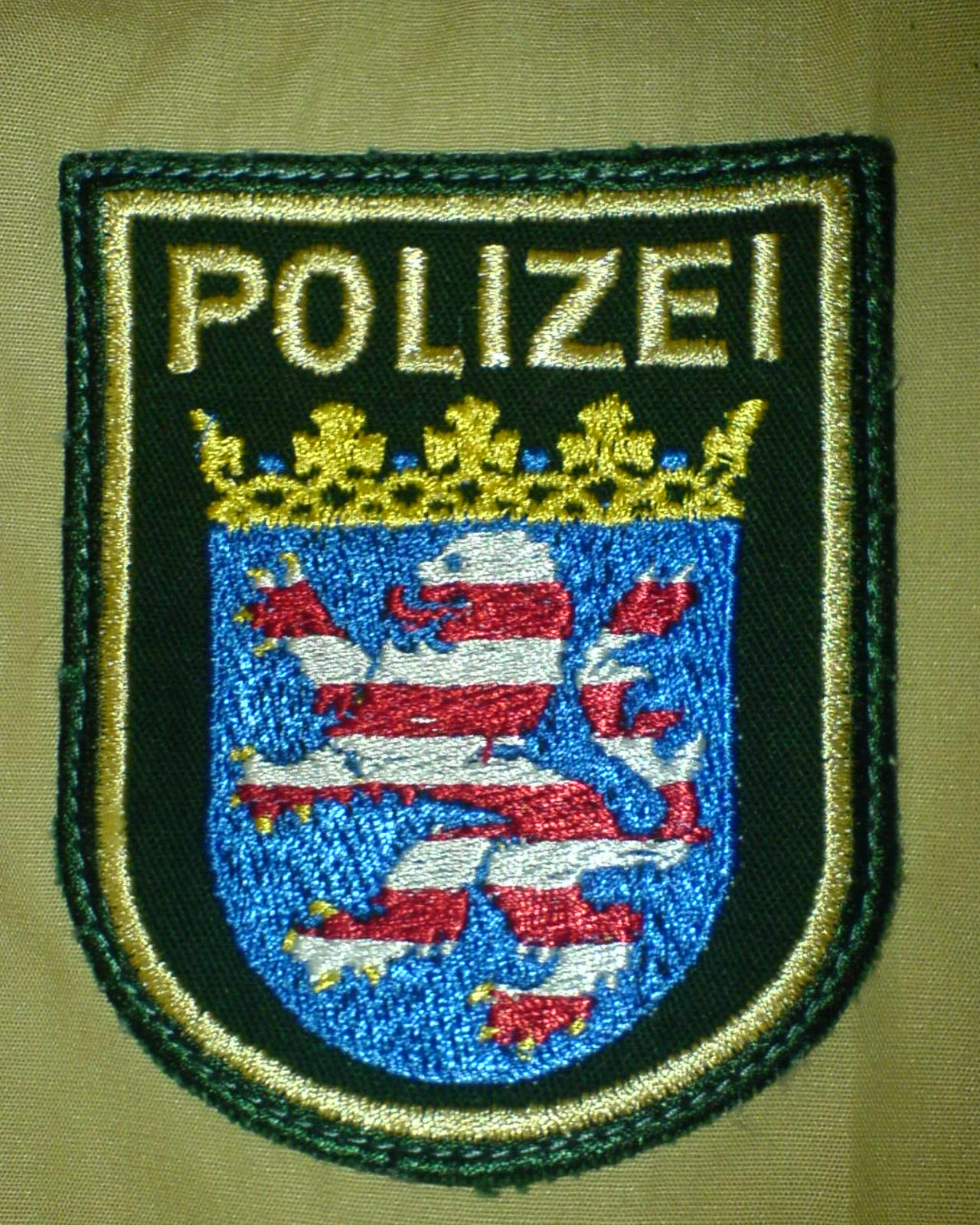
Beispiel eines Ärmelwappens mit dem Landeswappen Hessens der Hessischen Polizei auf der Uniform

Als Ärmelwappen werden Wappenaufnäher auf Uniformjacken bezeichnet. Dabei handelt es sich vor allem um Orts- oder Landeswappen auf den Dienstjacken bei Feuerwehruniformen oder um Institutionswappen bei Polizei- und Militäruniformen.
Bei vielen Ärmelwappen ist zudem ein Dienstgrad oder Ähnliches kenntlich gemacht. So können Feuerwehr-Ärmelwappen über die Farbe der Beschriftung und der Einfassung Dienstgradabzeichen vermitteln. Außerdem ist hier der Schriftzug „Feuerwehr“ üblich.